# Biserica de lemn din Ibănești

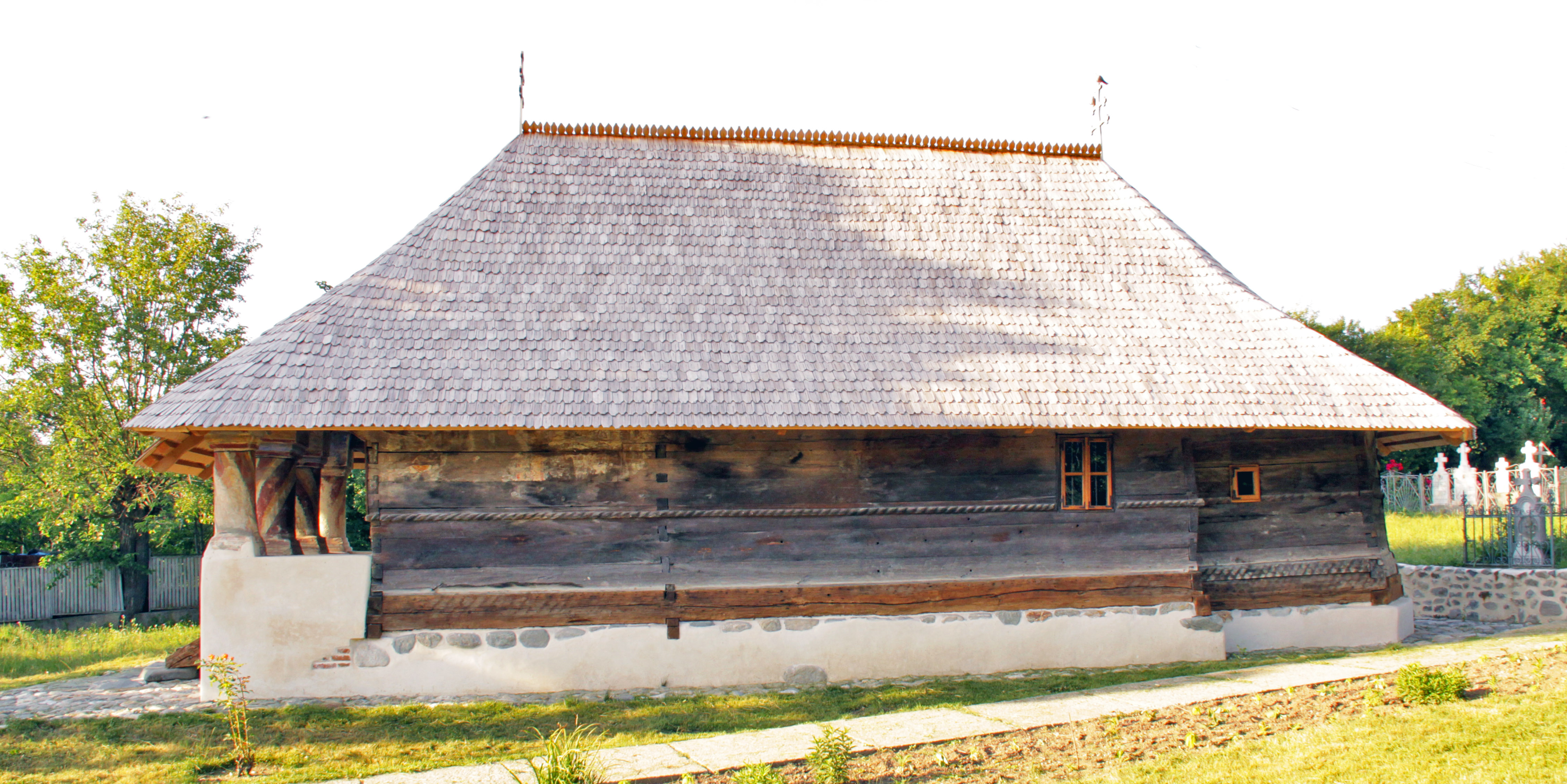
Biserica de lemn din Ibăneşti, judeţul Olt. Foto: 2009

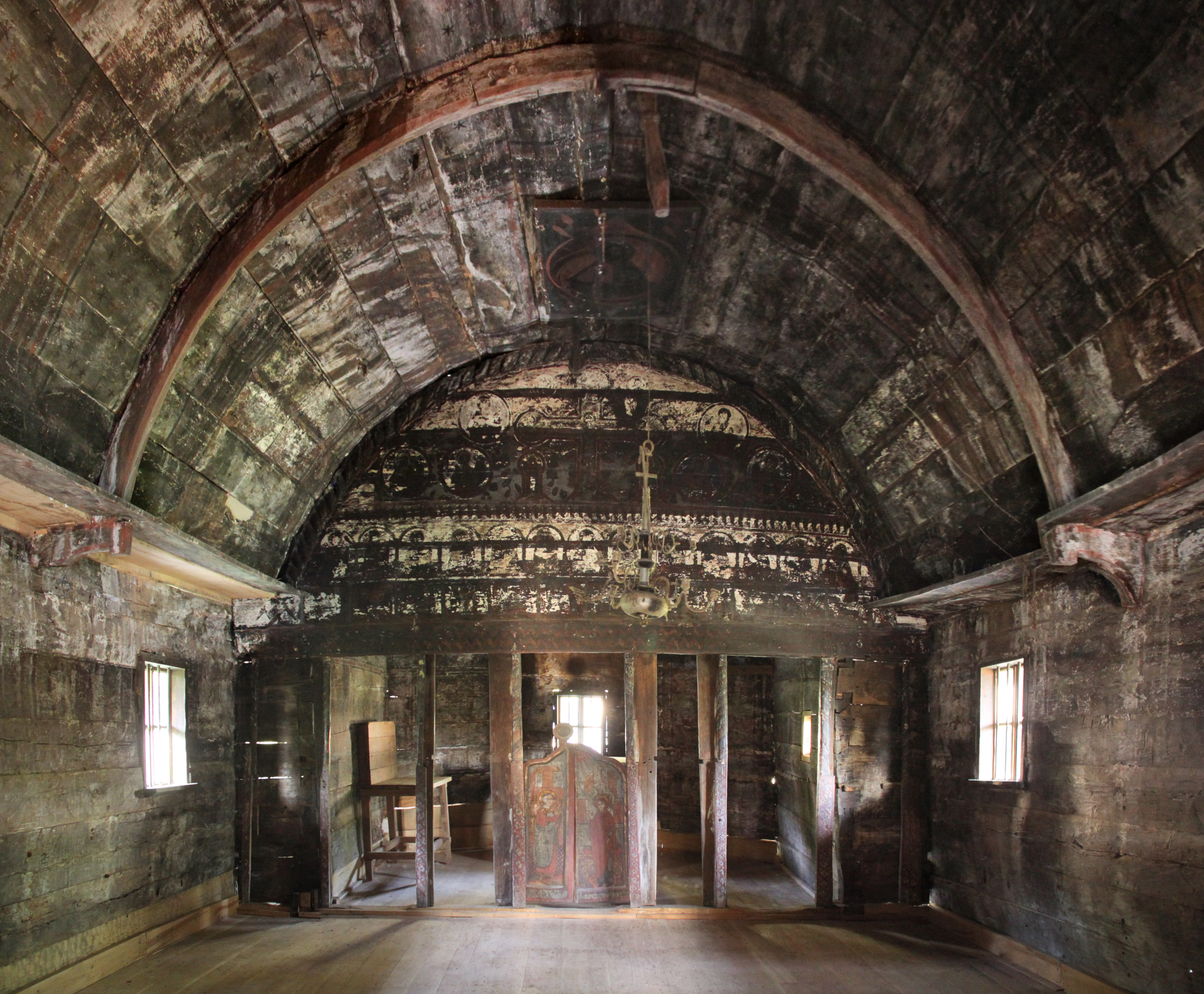
Interiorul bisericii, naosul spre iconostas. Foto: 2009

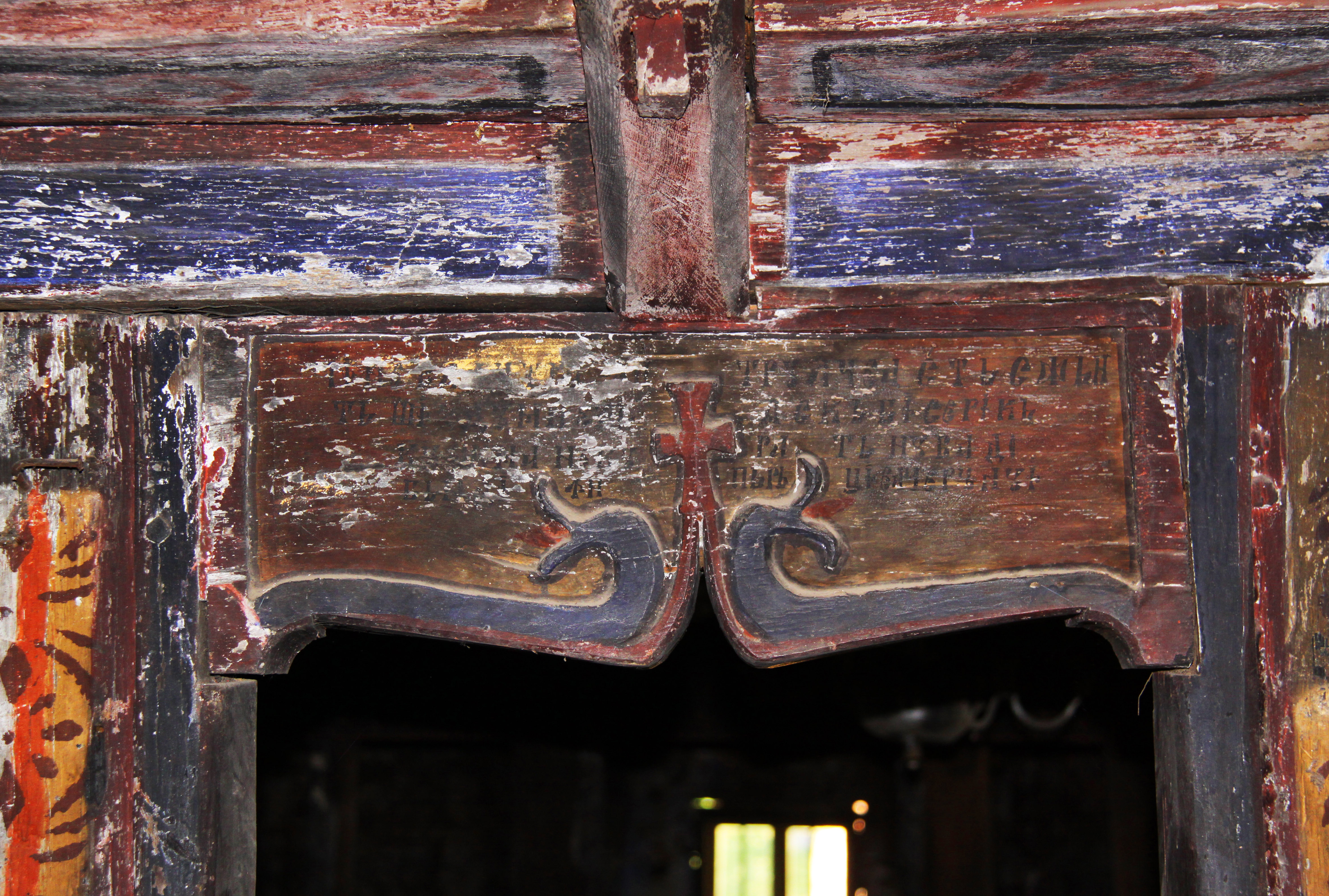
Portalul de la intrarea în naos păstrează următoarea îndemnare: „Cine va intra întru această sfăntă şi Dumn[e]zăiască biserică cu inima năcurată nu va dibăndi înpărăţiea cerului”. Foto: 2009

Biserica de lemn din Ibănești , județul Olt, poartă hramul „Cuvioasa Paraschiva” și e datată din anul 1785. Biserica este înscrisă pe noua listă a monumentelor istorice, cod LMI OT-II-m-B-08928. 

## Istoric
Momentul ridicării bisericii a fost însemnat în decroșul navei, în partea dinspre miazăzi, atât în anii erei noastre „1785” cât și în anii vechii ere bizantine „7263”. 
În anul 1833 biserica s-a ridicat pe temelie și s-a acoperit din nou. Biserica a fost renovată, pictată și i s-a adaus pridvorul de zid în anul 1879. Ctitorii acestei faze de reînnoiri au fost zugrăviți în tinda bisericii, pe peretele sudic, îmbrăcați în costumele lor de sărbătoare.

## Imagini din exterior

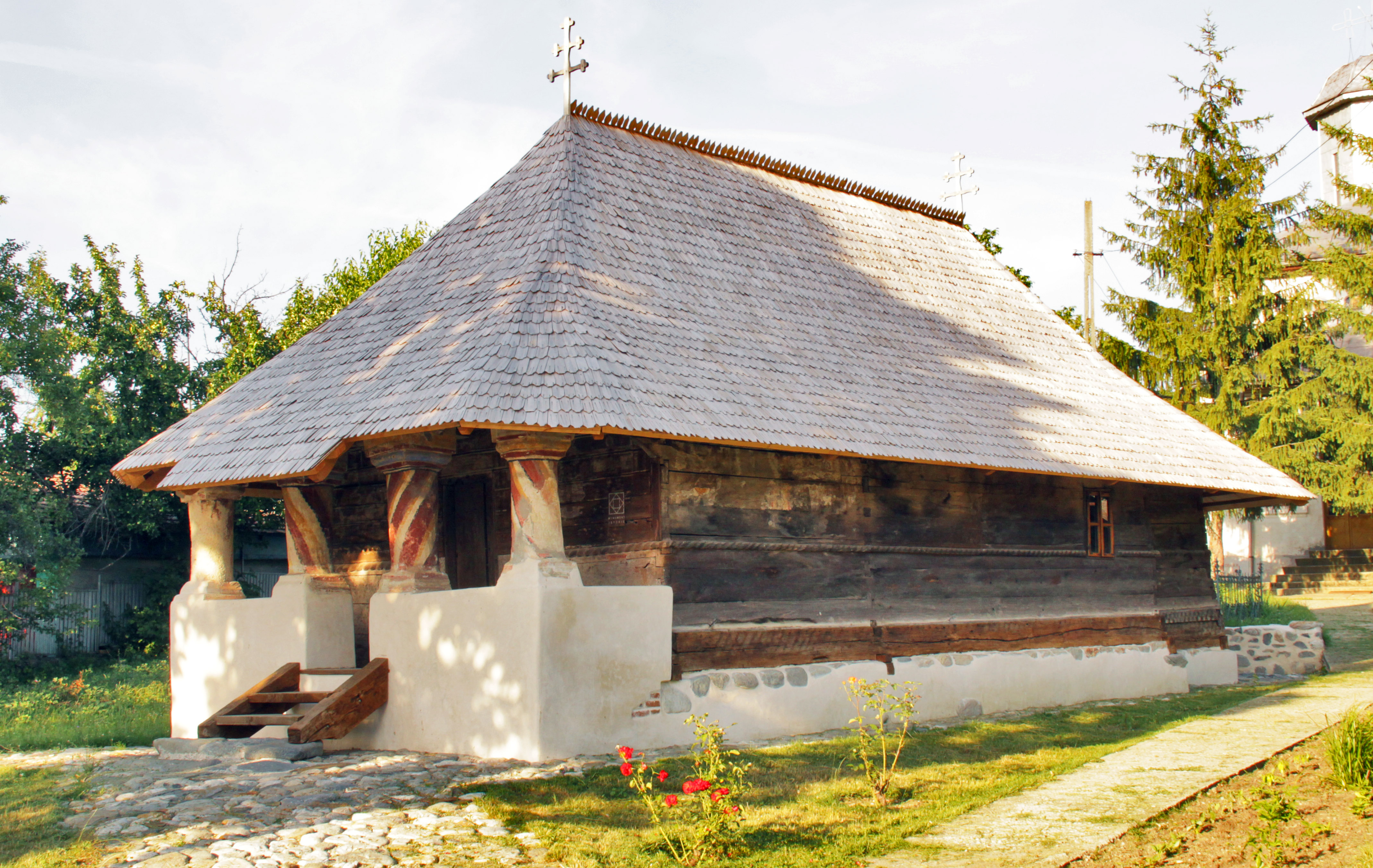
biserica dinspre sud-vest
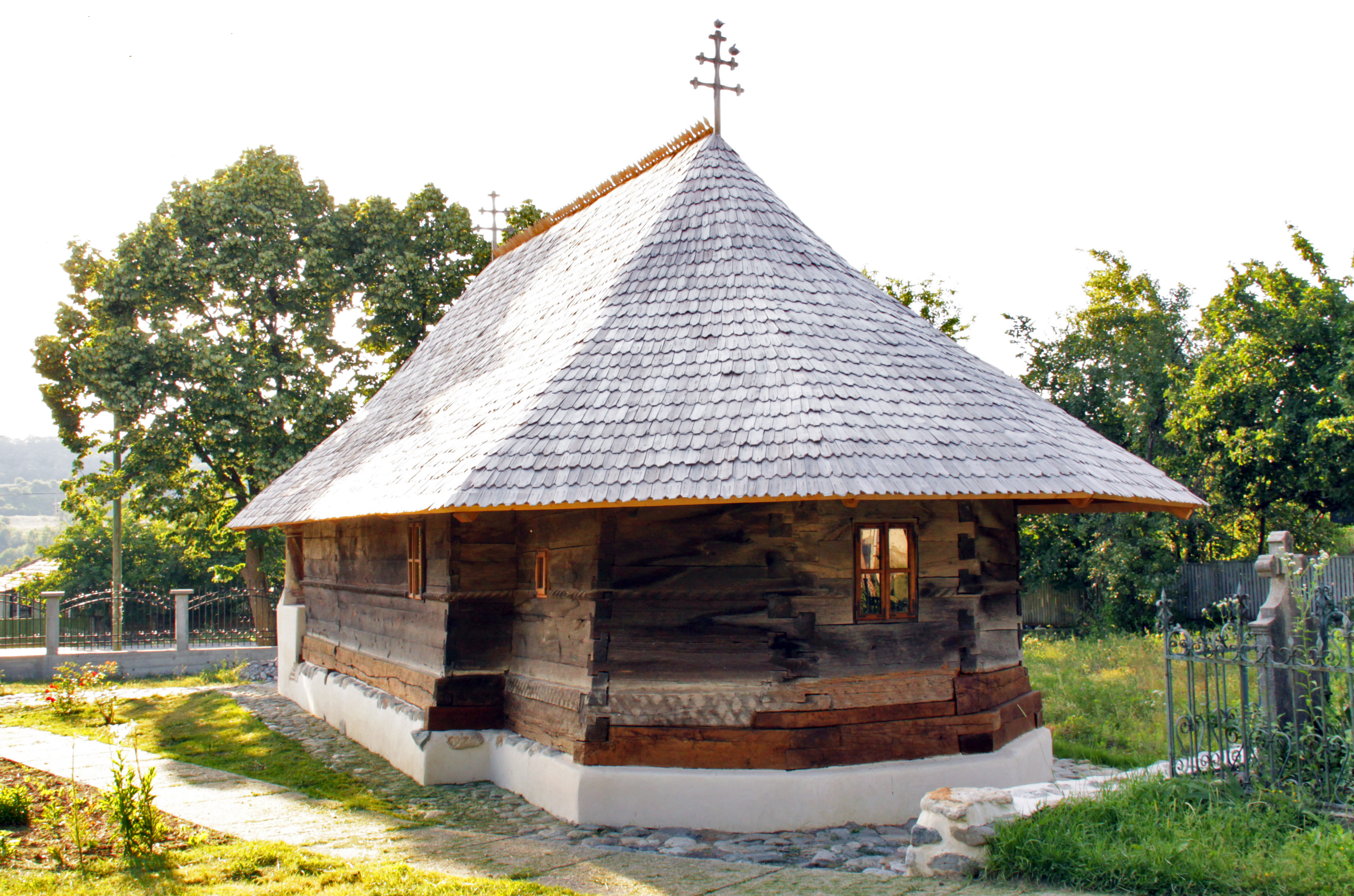
biserica dinspre sud-est
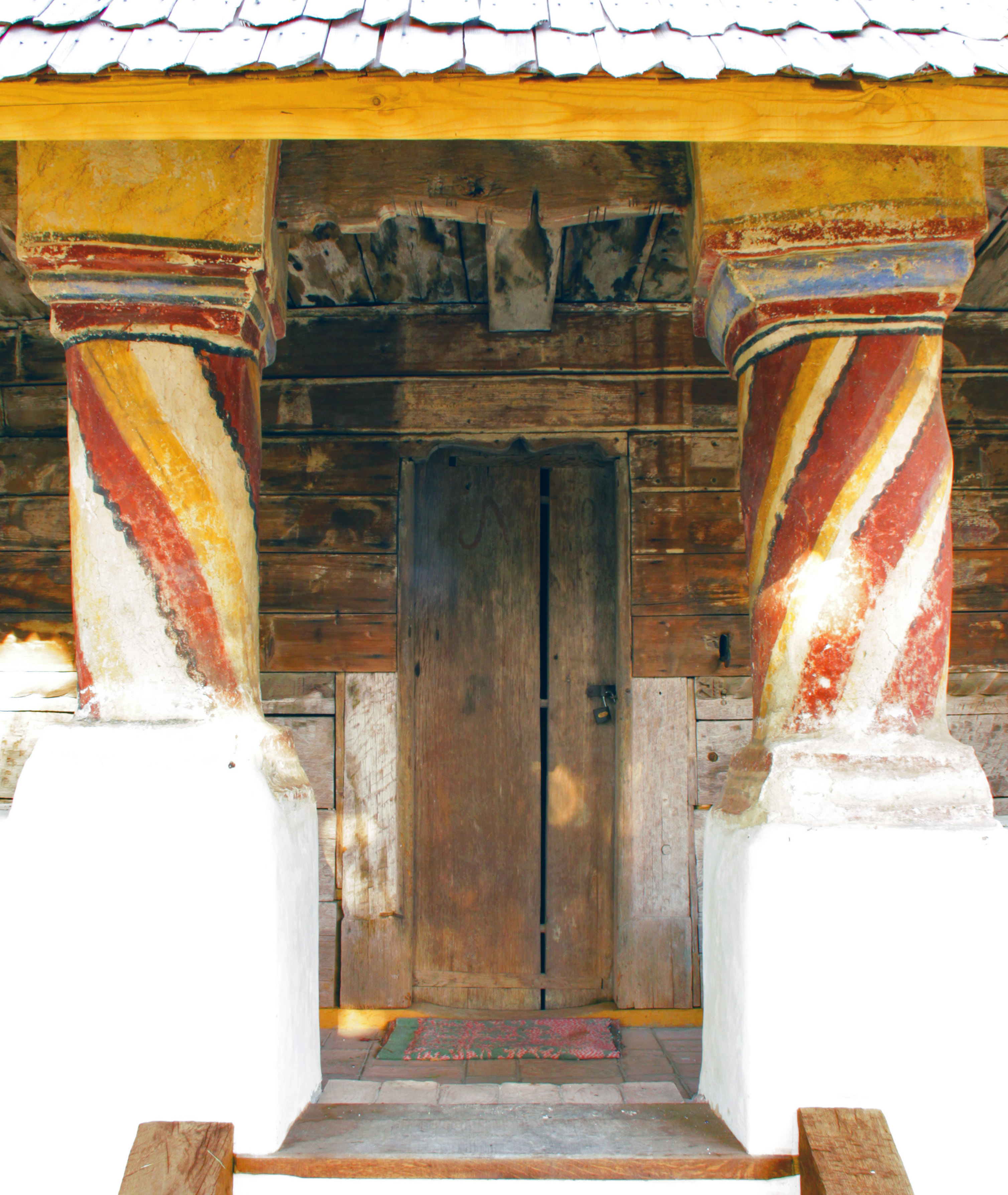
intrarea
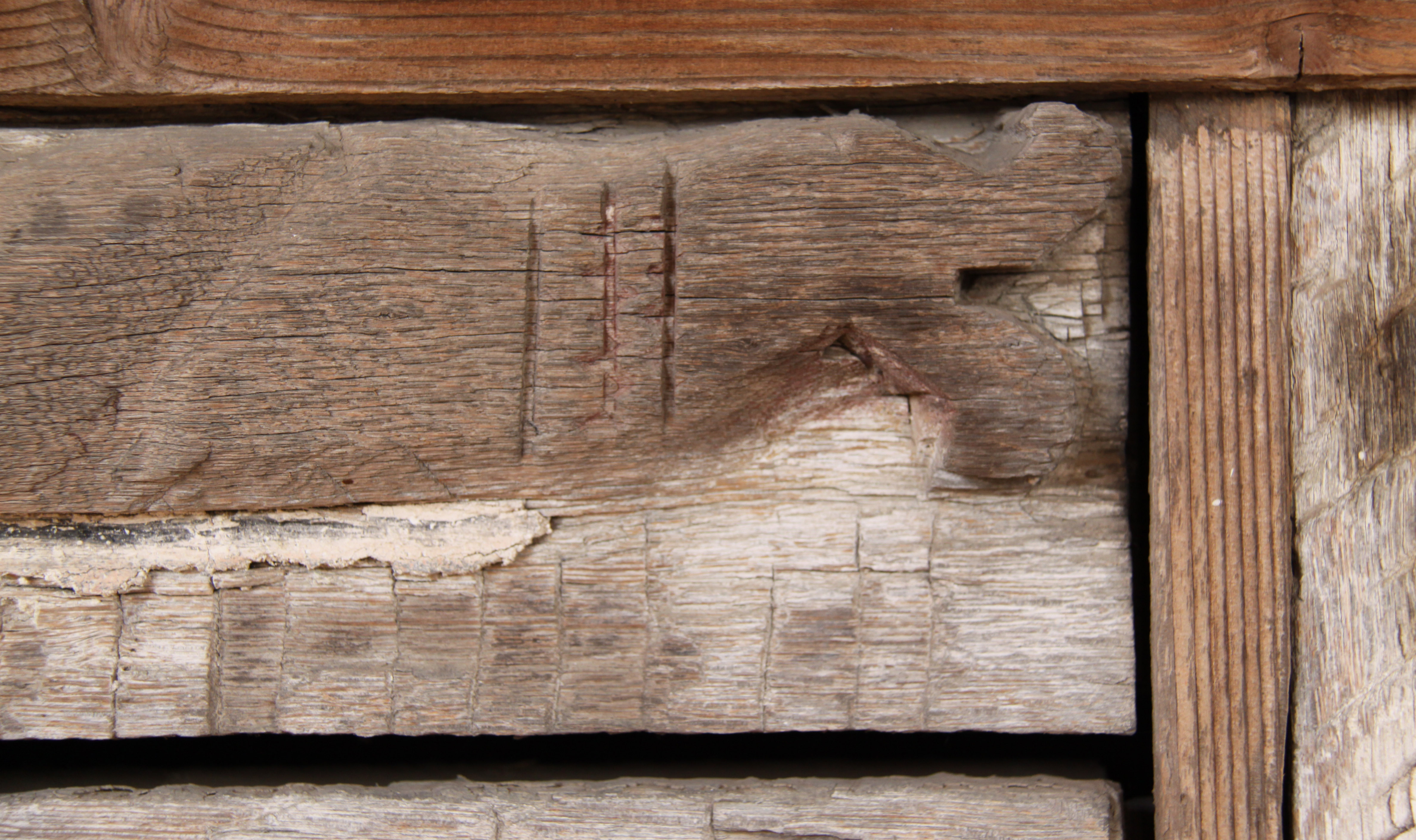
cap de brâu în ușorul stâng
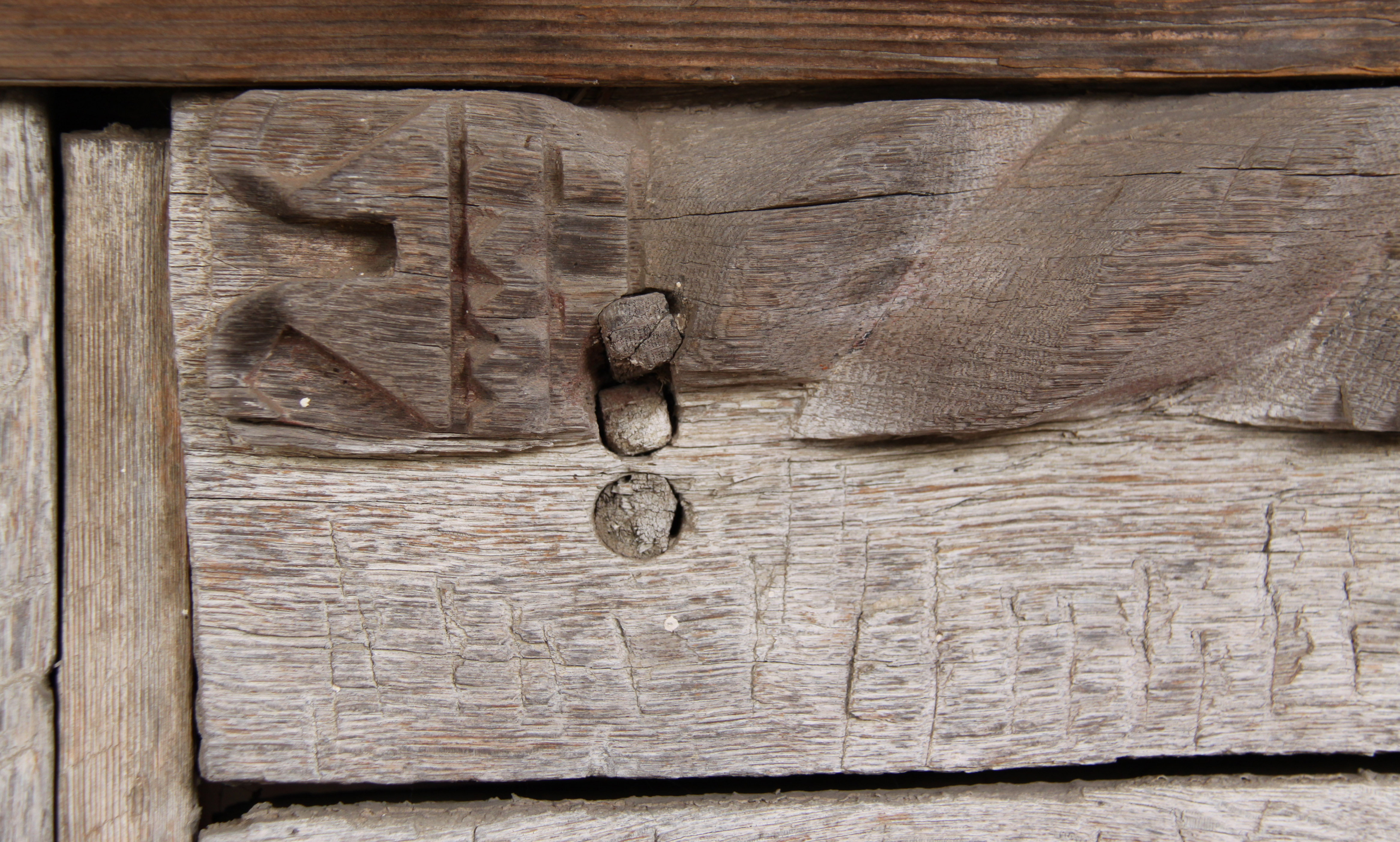
cap de brâu în ușorul drept
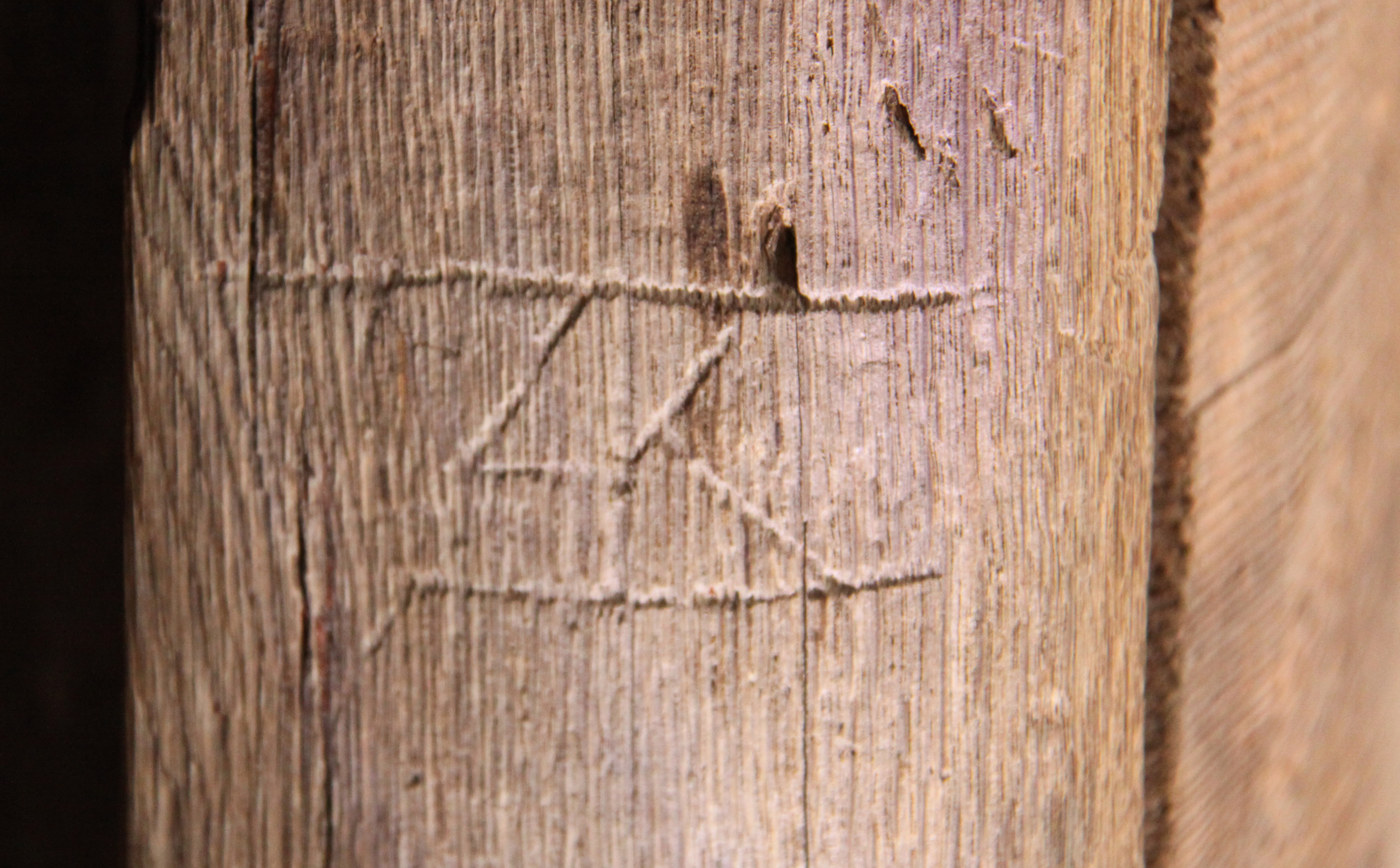
„ZC”: posibilă semnătură de meșter
datarea
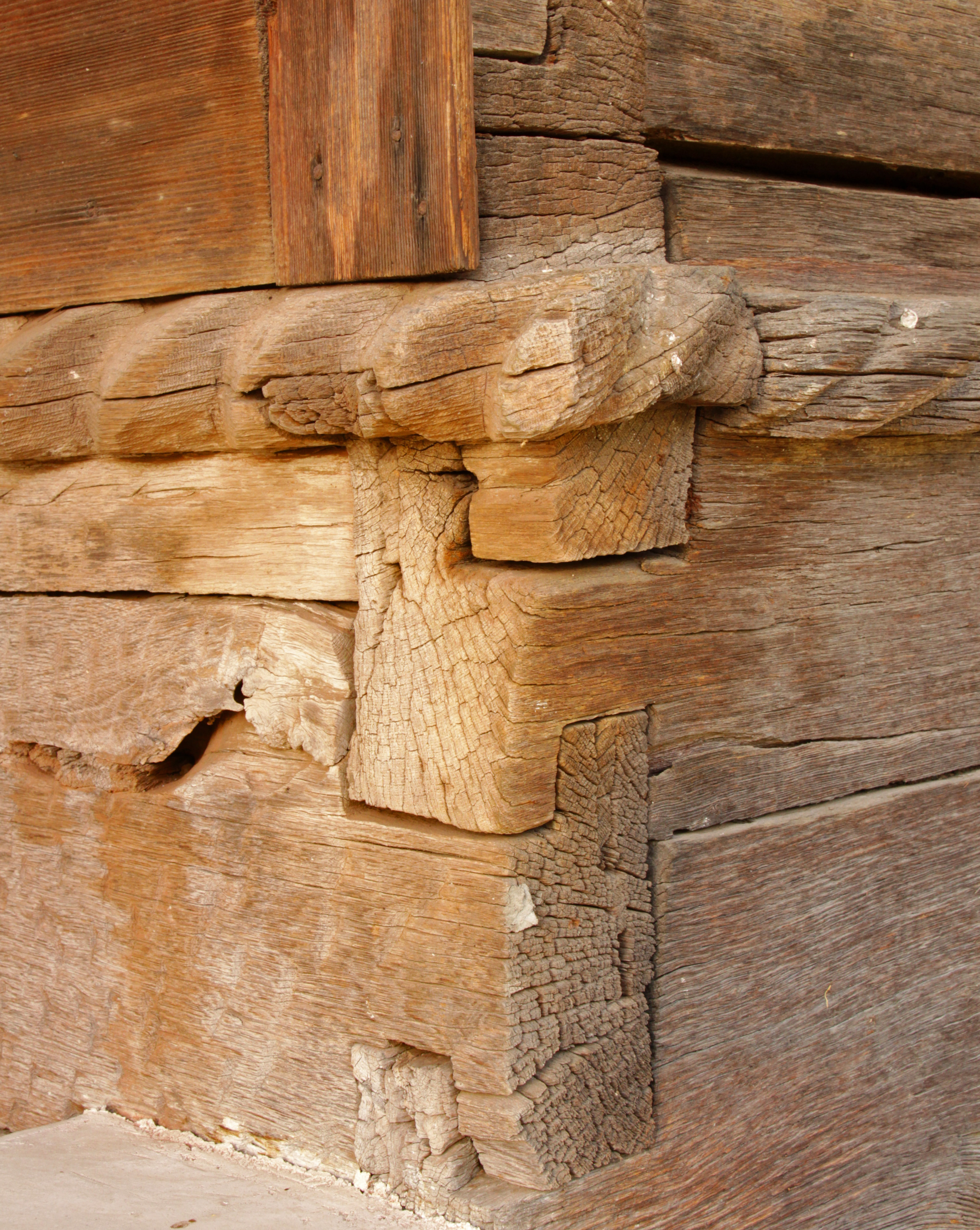
îmbinări, sud-vest
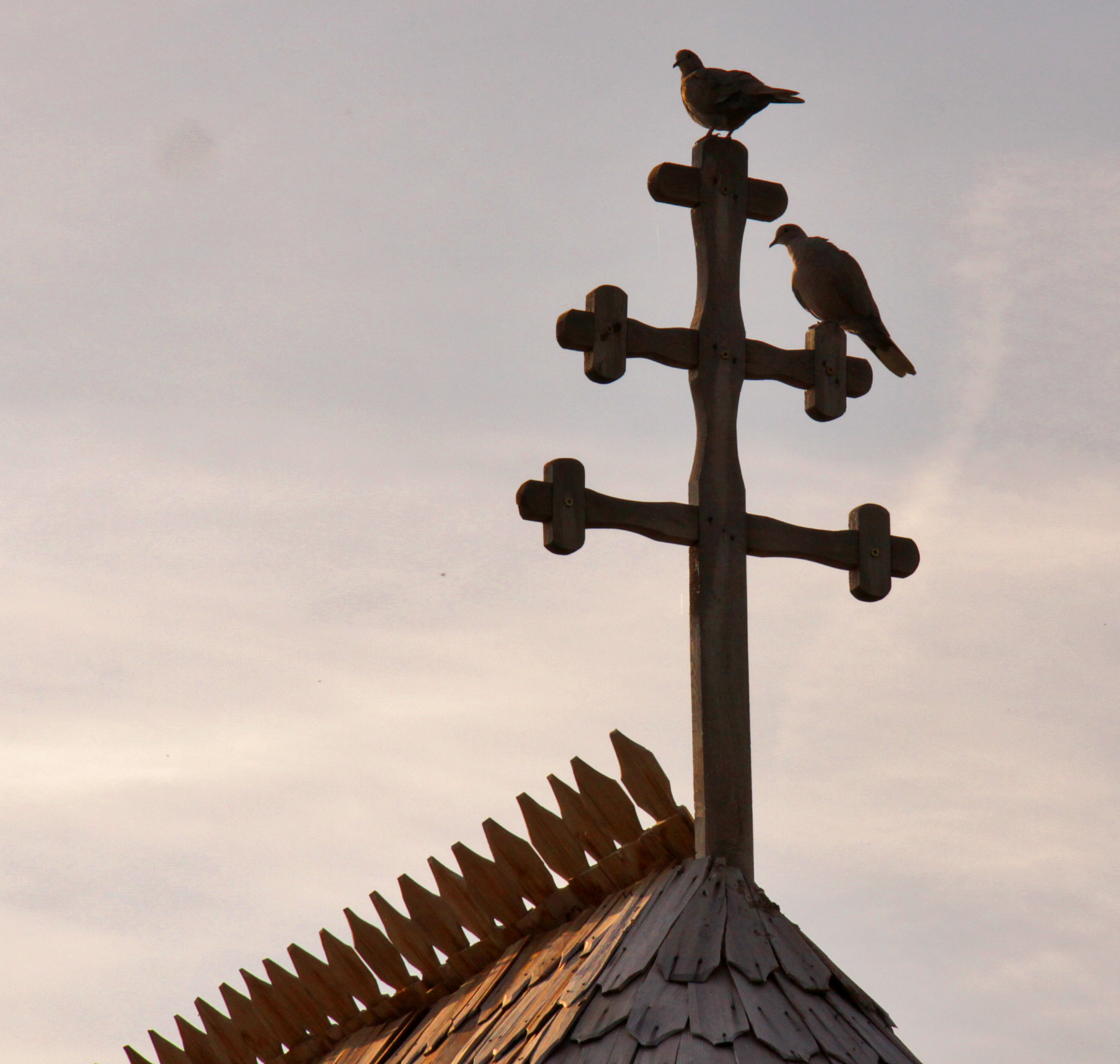
cruce peste coamă

## Imagini din interior

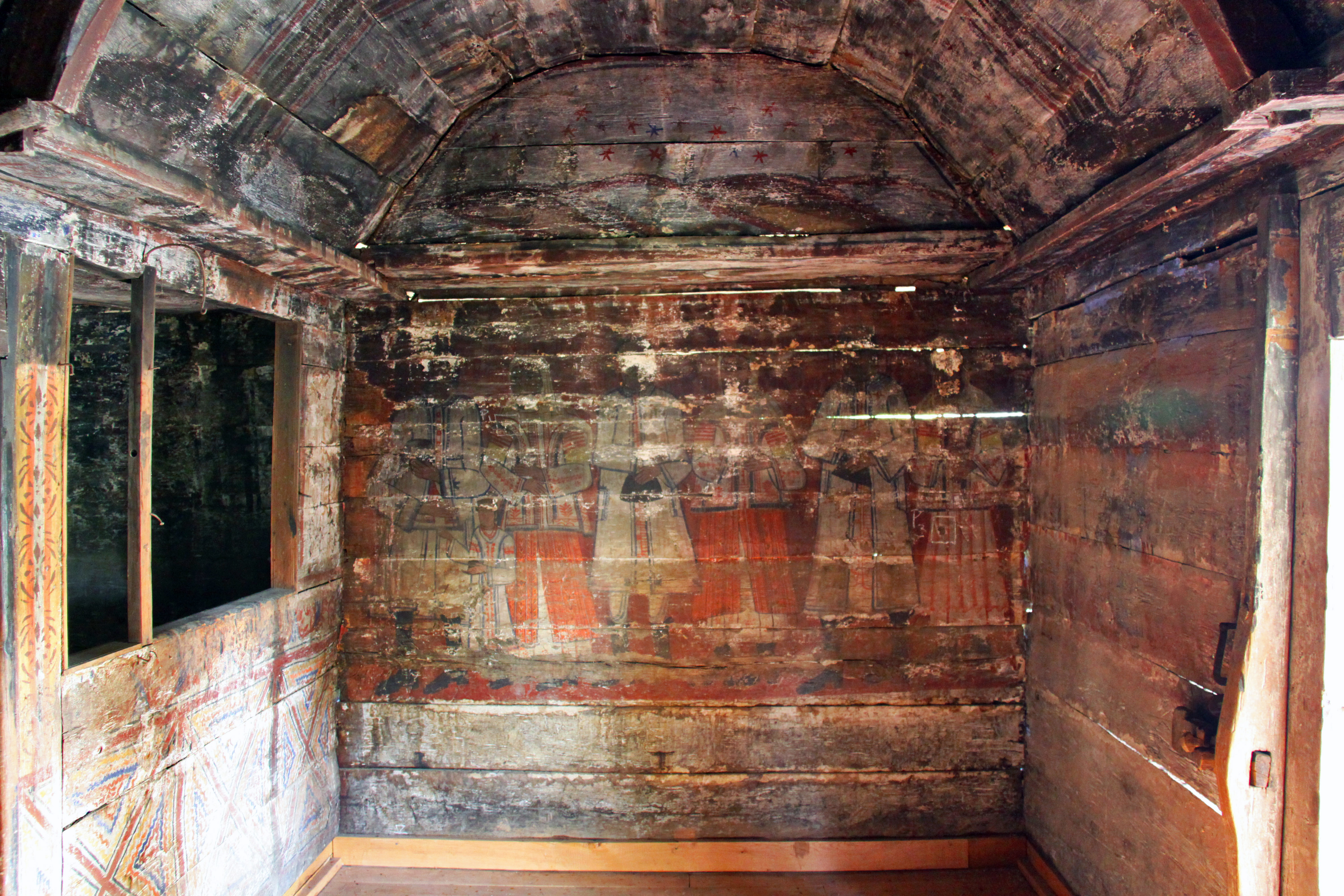
tinda
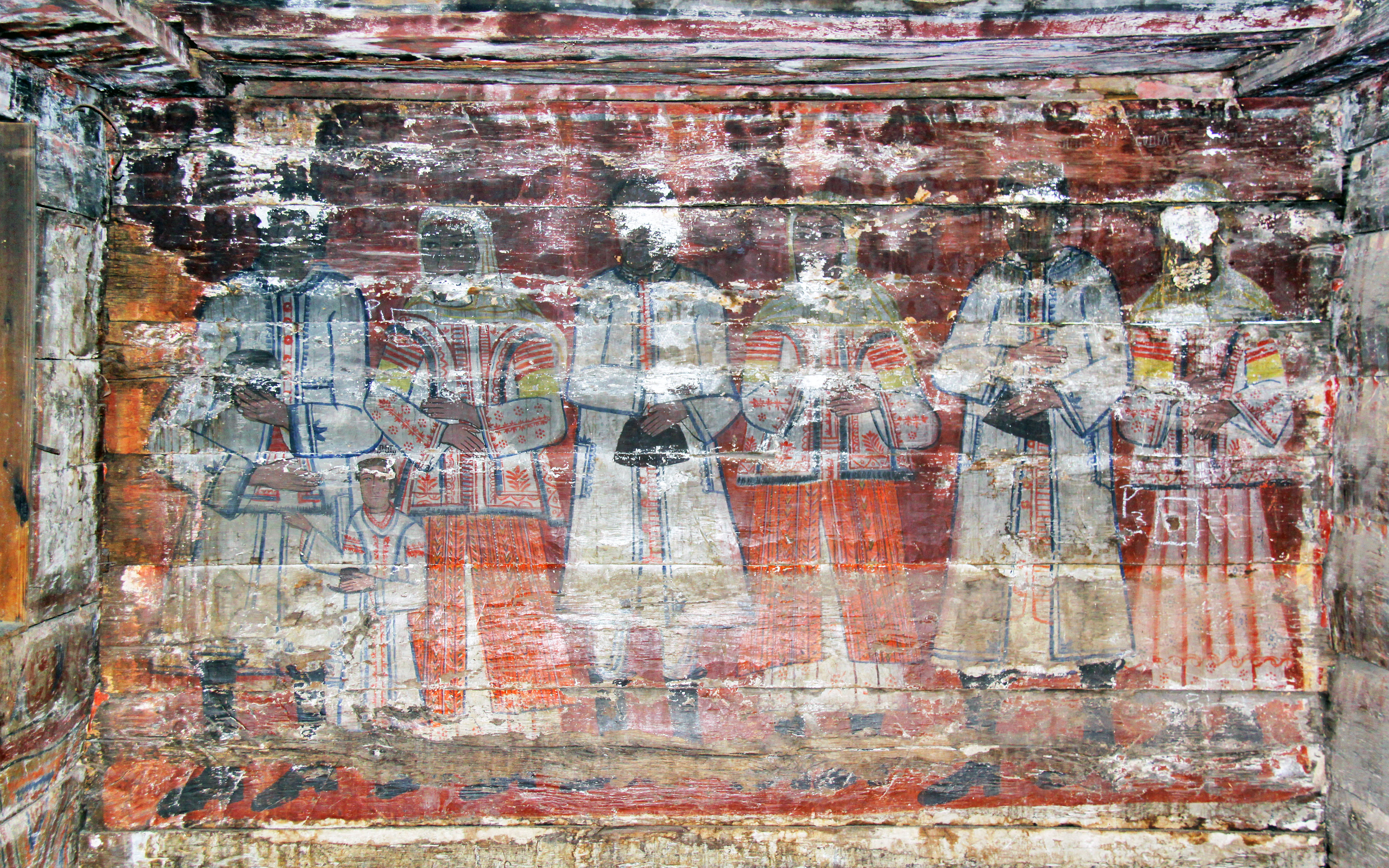
ctitorii de la 1879
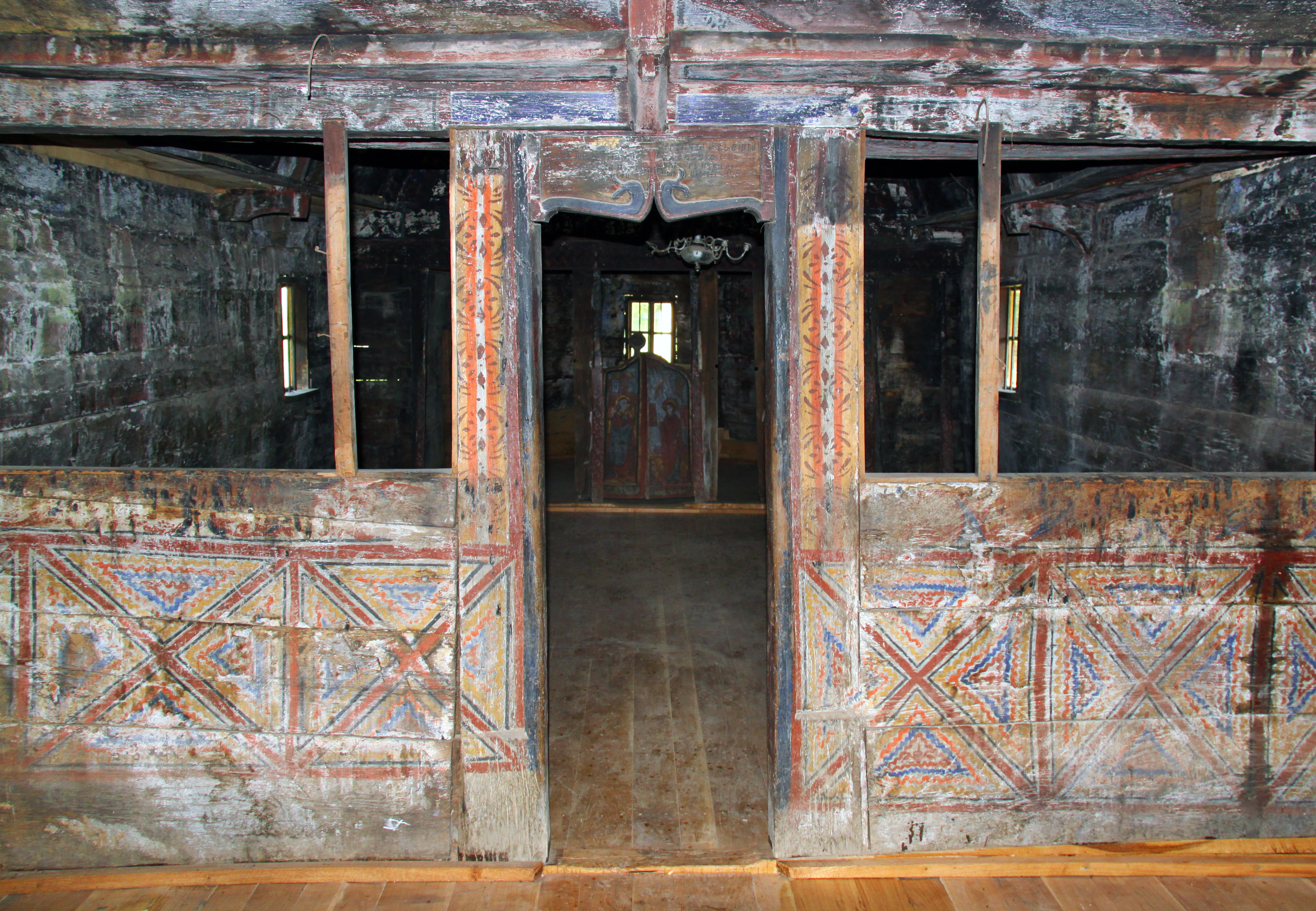
trecerea din tindă spre naos
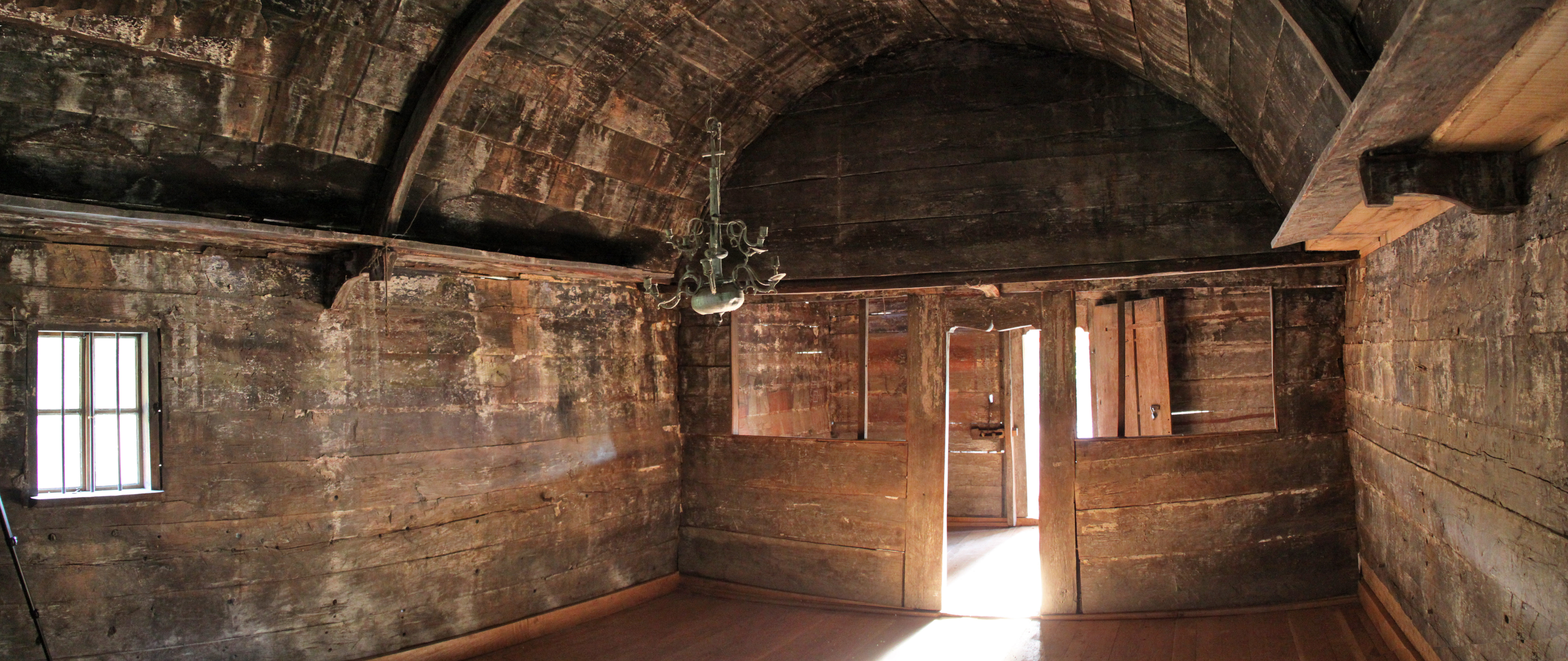
naosul, intrarea
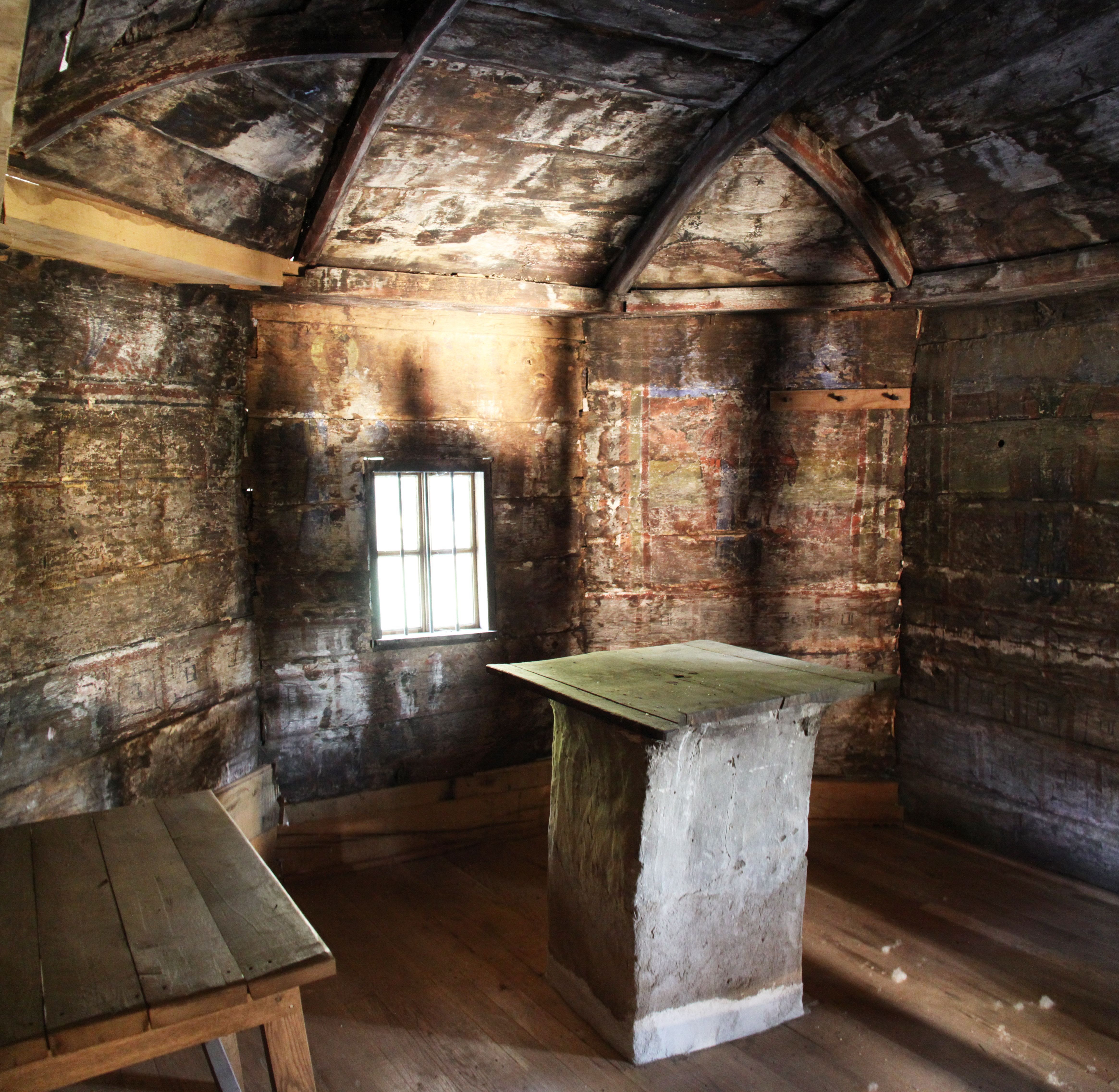
interiorul altarului